# Wang Shuyan
Wang Shuyan (chiń. 王淑艳; ur. 26 lutego 1974) – chińska judoczka.
Uczestniczka mistrzostw świata w 1999. Zajęła trzecie miejsce w drużynie na MŚ w 2002. Startowała w Pucharze Świata w 1999 i 2000. Złota medalistka mistrzostw Azji w 1996 i 1999 roku.